# لاراول
بلدية لاراول (بالإسبانية: Larraul) هي بلدية تقع في مقاطعة غيبوثكوا التابعة لمنطقة إقليم الباسك شمال إسبانيا.

## الديموغرافيا
بلغ عدد سكان بلدية لاراول 244 نسمة عام 2011 (وفقاً للمعهد الوطني للإحصاء الإسباني).
| 135 | 144 | 150 | 177 | 208 | 249 | 244 |